# Establiments Francesos de la Costa d'Or
Els Establiments Francesos de la Costa d'Or foren una serie d'assentaments francesos a la moderna Costa d'Ivori establerts entre 1842 i 1843 i anomenat així entre 1843 i 1889. En aquesta data van agafar el nom de Protectorat de Costa d'Ivori. Des de 1871 s'anomenaven com Establiments Francesos de la Costa d'Ivori.

## Història
Charles Marie Philippe de Kerhallet va arribar a la zona de Grand Bassam, va negociar amb un cap local i va aconseguir signar un tractat en nom de França amb el rei de Krinjabo, Amon Ndoufou (10 de febrer de 1842) i seguidament es va construir el Fort Nemours, el primer fort durador que es va construir a la costa d'Ivori junt amb el d'Assinié que ja havia existit com a posició comercial del 1701 al 1703. A la regió va desembarcar el 1843 el tinent de vaixell Fleuriot de Langle i va signar un acord amb el rei de Sanwi que permetia establir un fort, que es va anomenar Fort Joinville (26 de juny de 1843); després el 14 de setembre de 1843 es va fundar fort Dabou. Aquest tres establiments foren coneguts conjuntament com a Establiments Francesos de la Costa d'Or i després Establiments Francesos de la Costa d'Ivori.
- Part de la colònia del Senegal 1843-1854
  - Establiments Francesos de la Costa d'Or
- Part de la colònia de Gorée i dependències 1854-1859
  - Establiments Francesos de la Costa d'Or
- Part dels Territoris de la Divisió Naval 1859-1860
  - Establiments Francesos de la Costa d'Or
- Part de la colònia de Costa d'Ivori-Gabon 1860-1883 
  - Establiments Francesos de la Costa d'Or
  - Establiments Francesos de la Costa d'Ivori (1871-1878 administració de diverses companyies privades, 1878-1883 Arthur Verdier & Company)
- Part de la Colònia de Guinea Francesa 1883-1889 
  - Establiments Francesos de la Costa d'Ivori (1883-1886 administració d'Arthur Verdier & Company; després administració directe de França)
- Protectorat de la Costa d'Ivori 1889-1893 (després colònia de la Costa d'Ivori)

## Comandants particulars d'Assinié
- 1843 - 1844 Dufour de Mont-Louis
- 1844 - vers 1845 Boyer
- 1846 Tessa
- 1847 de Thévenard
- 1848 - 1849 Brochard
- 1850 - 1851 Lemaire
- 1851 - 1853 Coquet
- 1853 - 1855 de Thévenard (segona vegada)
- 1855 Pierre Alexandre Mailhetard
- 1856 - 1858 Denis
- 1858 - 1862 No consta
- 1862 - 1863 Darré
- 1863 - vers 1864 Viard
- 1865 - 1866 Antoine-Marius Aime-
- 1866 - 1867 o 1868 Charles Bour
- 1868/69/70 Jean Auguste Martin

## Comandants particulars a Dabou
- 1853 - 1854 Benech
- 1854 - 1855 Durban
- 1855 Pierre Alexandre Mailhetard
- 1856 Gindre
- 1856 - 1857 Guéden
- 1857 - 1858 Denis
- 1861 - 1867 Noël Bruyas
- 1867/68 F.E. Bouyer
- vers 1870 Munier

## Comandants superiors a Grand Bassam
- 1843 Charles Marie Philippe de Kerhallet
- 1843 - 1844 Thomas Jules Séraphin Besson
- 1844 - 1845 Joseph Pellegrin
- 1845 - 1847 Conjard
- 1847 - 1848 Camille Adolphe Pigeon (or Pijeon)
- 1849 - 1850 Jean Jules Charles Boulay
- 1851 - 1853 Charles Gabriel Felicité Martin des Pallières
- 1853 - 1854 François Chirat
- 1854 - 1855 Pierre Alexandre Mailhetard
- 1855 - 1856 Noël Bruyas
- 1857 Charles Brossard de Corbigny
- 1858 - 1860 Pierre Alexandre Mailhetard (segona vegada)
- 1860 - 1862 Charles René Gabriel Liébault
- 1862 - 1863 Joseph Alem
- 1863 - 1863 Jean Antoine Léonard Eudore Noyer
- 1863 - 1864 Jacques Bertrand Oscar Desnouy(s)
- 1864 - 1866 Jean Auguste Martin
- 1866 - 1867 Léon Noël
- 1867 - 1869 Alfred Pouzols
- 1869 - 1871 Jean Louis Vernet

## Residents
- 1871 - 1885 Arthur Verdier (representant de la bandera francesa)
- 1885 - 1886 Charles Bour (Comandant particular)
- 1886 - 1890 Marcel Treich-Laplène
- 1890 Jean Joseph Étienne Octave Péan (interí)
- 1890 - 1892 Jean Auguste Henri Desaille
- 1892 Eloi Bricard (interi)
- 1892 Julien Voisin (interí)
- 1892 - 1893 Paul Alphonse Frédéric Marie de Beckman